# Dampremy (métro léger de Charleroi)
 (août 2022).
Si vous disposez d'ouvrages ou d'articles de référence ou si vous connaissez des sites web de qualité traitant du thème abordé ici, merci de compléter l'article en donnant les références utiles à sa vérifiabilité et en les liant à la section « Notes et références ».
Cet article concerne la station du métro léger. Pour la section de Charleroi, voir Dampremy.
La station Dampremy est une station en service du métro léger de Charleroi.

## Caractéristiques
La station est construite en souterrain et dessert la localité de Dampremy.
Initialement, les trams 41 vers Courcelles quittaient la ligne de métro au niveau de cette station, via deux accès situés juste au sud de celle-ci. Lors de la suppression de ce service, ces accès ont été murés.